# Sants Estació (métro de Barcelone)
Sants Estació est une station des lignes 3 et 5 du métro de Barcelone.

## Histoire
La station ouvre au public le 3 novembre 1969, à l'occasion de l'entrée en service de la ligne V, sous le nom de Roma Renfe. Elle est mise en service pour la ligne III le 20 janvier 1975. Elle prend le nom de Sants Estació en 1982, alors qu'en parallèle les chiffres arabes remplacent les chiffres romains dans la numérotation des lignes.

## Services aux voyageurs

### Intermodalité
La station est reliée à la gare de Barcelone-Sants, desservie par les Rodalies de Catalunya, les AVE et les TGV venant de France.